# Колорадо-Спрінгз Свічбекс
ФК «Колорадо-Спрінгз Свічбекс» (англ. Colorado Springs Switchbacks Football Club) — американський футбольний клуб з Колорадо-Спрінгз, Колорадо, заснований у 2013 році. Виступає в USL. Домашні матчі приймає на стадіоні «Вейднер Філд», місткістю 8 000 глядачів.
Виступає у Західній конференції USL.

## Досягнення
- USL 
  - Чемпіон: 2024.
  - Західна конференція
    - Срібний призер: 2024.
    - Бронзовий призер: 2015, 2016, 2022.